# Byakod, Sindgi
Byakod là một làng thuộc tehsil Sindgi, huyện Bijapur, bang Karnataka, Ấn Độ.